# Thaumalea dirghakantaka
Thaumalea dirghakantaka är en tvåvingeart som beskrevs av Schmid 1970. Thaumalea dirghakantaka ingår i släktet Thaumalea och familjen mätarmyggor. Inga underarter finns listade i Catalogue of Life.